# Арчіл Кереселідзе
Арчіл Павлович Кереселідзе (груз. არჩილ პავლეს ძე კერესელიძე; нар. 24 грудня 1912, село Гуніб, Дагестан — пом. 19 грудня 1971, Тбілісі) — грузинський радянський композитор. Народний артист Грузинської РСР (1961).

## Біографія
У 1927—1934 роках навчався в Тбіліській консерваторії. У 1939 році закінчив Московську консерваторію. Учень Миколи М'ясковского.
Творчу діяльність розпочав у 1939 році. Дебютував у кіно в 1948 році (х/ф «Кето і Коте»).
З 1953 року був музичним редактором і композитором кіностудії «Грузія-фільм» (картини «Наш двір» (1956), «Чужі діти» (1958), «Фатіма» (1958), «Я, бабуся, Іліко та Іларіон» (1963), «Лурджа Магдани» (1965), «Зустріч у горах» (1966), «Правиця великого майстра» (1969), «Старі млини», «Зірка мого міста» (1970) тощо).
Автор опери «Баши-Ачуки» (1956), балету, музичних комедій, симфонічних та вокально-симфонічних творів.

## Нагороди
- орден «Знак Пошани» (17.04.1958)